# Edmund Barton
Edmund Barton (ur. 18 stycznia 1849 w Sydney, zm. 7 stycznia 1920 w Medlow Bath) – australijski polityk i prawnik, pierwszy premier Australii, był także sędzią Sądu Najwyższego.

## Życiorys
Urodził się w Sydney, gdzie ukończył studia na Uniwersytecie w Sydney i zdał egzamin adwokacki w 1871. W czasie wakacji w 1870 poznał Jane Mason Ross, którą poślubił w 1877. Był dobrym krykiecistą i w późniejszym czasie także sędzią krykietowym.
Jego kariera polityczna nierozerwalnie wiąże się z tym sportem. Był jednym z dwóch sędziów w czasie słynnego w Australii meczu pomiędzy drużyną Nowej Południowej Walii i Anglii w 1879, kiedy to kontrowersyjna decyzja drugiego sędziego doprowadziła do pierwszych w historii zamieszek krykietowych (tzw. zamieszki w Sydney). Dzięki staraniom i szybkim mediacjom Bartona dość szybko i skutecznie udało się zażegnać zaistniałą sytuację konfliktową, a cała sprawa przyniosła mu wiele rozgłosu i pomogła w wyborach do lokalnego, stanowego parlamentu gdzie zasiadał w latach 1879–1898.
Był zwolennikiem federacji wszystkich stanów Australii (wówczas jeszcze kolonii brytyjskiej) w jednolite państwo i jednym ze współautorów ustawy konstytucyjnej która została przedstawiona parlamentowi brytyjskiemu w 1899. Po zjednoczeniu wszystkich stanów i powstaniu państwa australijskiego w 1901 został pierwszym premierem tego kraju, piastował tę funkcję do 1903.
Pierwszym aktem ustanowionym przez rząd Bartona był tzw. Immigration Restriction Act, który zapoczątkował oficjalnie „politykę białej Australii” – w ramach restrykcyjnych zasad emigracji w Australii mogły się osiedlić wyłącznie osoby rasy białej. W praktycznie niezmienionej formie polityka ta przetrwała do lat 50. XX wieku. W 1902 otrzymał tytuł szlachecki i Krzyż Wielki Orderu św. Michała i św. Jerzego z rąk króla Wielkiej Brytanii, a w 1903 został sędzią australijskiego Sądu Najwyższego.
Miał czterech synów i dwie córki.